# نجم الدين الغزي
شَيْخُ الْإِسْلَامِ نَجْمُ الدِّينِ أَبُو الْمَكَارِمِ مُحَمَّدُ بْنُ مُحَمَّدِ بْنِ مُحَمَّدِ بْنِ مُحَمَّدِ بْنِ أَحْمَدَ الْغَزِّيُّ الْعَامِرِيُّ الْقُرَشِيُّ الدِّمَشْقِيُّ الشَّافِعِيُّ ويُعرف اختصارًا بـ نجم الدين الغزي (13 شعبان 977 – 18 جمادى الآخرة 1061هـ / 22 ديسمبر [كانون الأول] 1570 – 8 يونيو [حزيران] 1651م) عالم مسلم شامي. ولد في دمشق ونشأ بها على شيوخها. حتى برع في العلوم، وتصدر للإفادة والتحديث في المسجد الأموي، هو فقيه شافعي، عالم بالأصول والتفسير والحديث وله مؤلفات في الأدب والشعر أيضًا. توفي في مسقط رأسه ودفن بها. له مؤلفاتٌ كثيرةٌ تنوف على ثمانين مؤلفًا.

## نسبه
هو محمد نجم الدين بن محمد بدر الدين بن محمد رضي الدين بن محمد بن عبد الله بن بدر بن عثمان بن جابر بن تغلب بن ضوء بن شداد بن عاد بن مفرج بن لقيط بن جابر ابن وهب بن ضباب بن جحيش بن معيض بن عامر بن لؤي بن غالب الغزي الأصل، الدمشقي المولد والمنشأ والوفاة، العامري القرشي الشافعي.

## سيرته
ولد نجم الدين محمد الغزي في 13 شعبان 977 هـ/ 20 يناير 1570 م في دمشق ومات والده وعمره سبع سنين، وأجازه بمروياته، وقرأ القرآن على يحيى بن العماد ولازم العلامة شهاب الدين أحمد العيثاوي وغيره من شيوخ دمشق، حتى برع في العلوم، وتصدر للإفادة والتحديث في المسجد الأموي، وانتهت إليه في عصره رياسة العلم السنية، وتولى تدريس تحت قبة النسر، بعد الشمس الميداني. 

توفي في 18 جمادى الاخرة 1061 هـ/ 7 يونيو 1651 م ودفن بتربة آبائه المعروفة.

## في الأدب
وكان يميل لفن الأدب، «ومفاكهة أهله، ويمزح للطافته، وحسن أخلاقه جدَّ القول بهزله، تارةٌ ينظم في الغزل ما تصبو إليه القرائح، وطورًا يجتني ثمار الوعظ والنصائح»  من شعره :
وقوله:

## مؤلفاته
له مؤلفاتٌ كثيرةٌ تنوف على ثمانين مؤلفاً:
- الكواكب الزاهرة في أخبار المائة العاشرة، في مجلدين
- تاريخ آخر كبير ذكر فيه أهل عصره
- شرح على لامية ابن الوردي
- شرح بديع على ألفية ابن مالك
- كتاب جمع فيه أشراط الساعة، وأوصلها إلى ألف، في مجلد ضخم وسماه تحبير العبارات في تحرير الأمارات
- عقد النظام لعقد الكلام
- شرح على ألفية جده الرضي الغزي في التصوف